# Одит
Вижте пояснителната страница за други значения на Одит.
Одит (на английски: audit, произнасяно ['ɔ:dit], от латинското audio – слушам) е проверка с оценка на лице, организация, система, процес, предприятие, проект или продукт.
Терминът популярно най-често се отнася до финансовия одит, но подобни концепции има също в държавното управление (виж Държавен одит), проектовия мениджмънт, управлението на качеството, енергийната ефективност и други.

## Легална дефиниция
В българското законодателство легална дефиниция на понятието и термина „одит“ се съдържа в Закона за Сметната палата, а именно, това „е проверката, която включва действията по събиране и анализиране на финансова и нефинансова информация за оценка на управлението на бюджетните и другите публични средства и дейности и на отчетността в одитирания обект с цел подобряването им“.
Независимо от вида одит и при финансовия контрол се осъществява проверка на цялата информация (и нефинансова) по отношение на предмета на одита.

## Видове одити
В зависимост от предмета на проверката се разграничава финансов одит, одит на съответствие, одит на изпълнението, отделни видове и отраслови специфични одити и т.н.

### Видове одити по време
Възприетата повсеместно по света френска система за финансов контрол разграничава:
- предварителен контрол (фр. le contrôle a priori);
- контрол по изпълнението (фр. le contrôle en cours d'exécution);
- последващ контрол (фр. le contrôle a posteriori).

### Видове одити според осъществяващия го
В зависимост от това какъв орган субординационно извършва одита се разграничават:
1. външен одит (по отношение на публичните финанси – Сметна палата)
2. вътрешен одит

## Одит спрямо оценяване
Разликата между одити и оценявания може да бъде от значителна до нулева.
Според общото правило одитите трябва винаги да представляват независима оценка, което включва някаква степен на количествен и качествен анализ, докато оценяването подсказва за по-малко независим и по-скоро консултативен подход.